# Moda presta

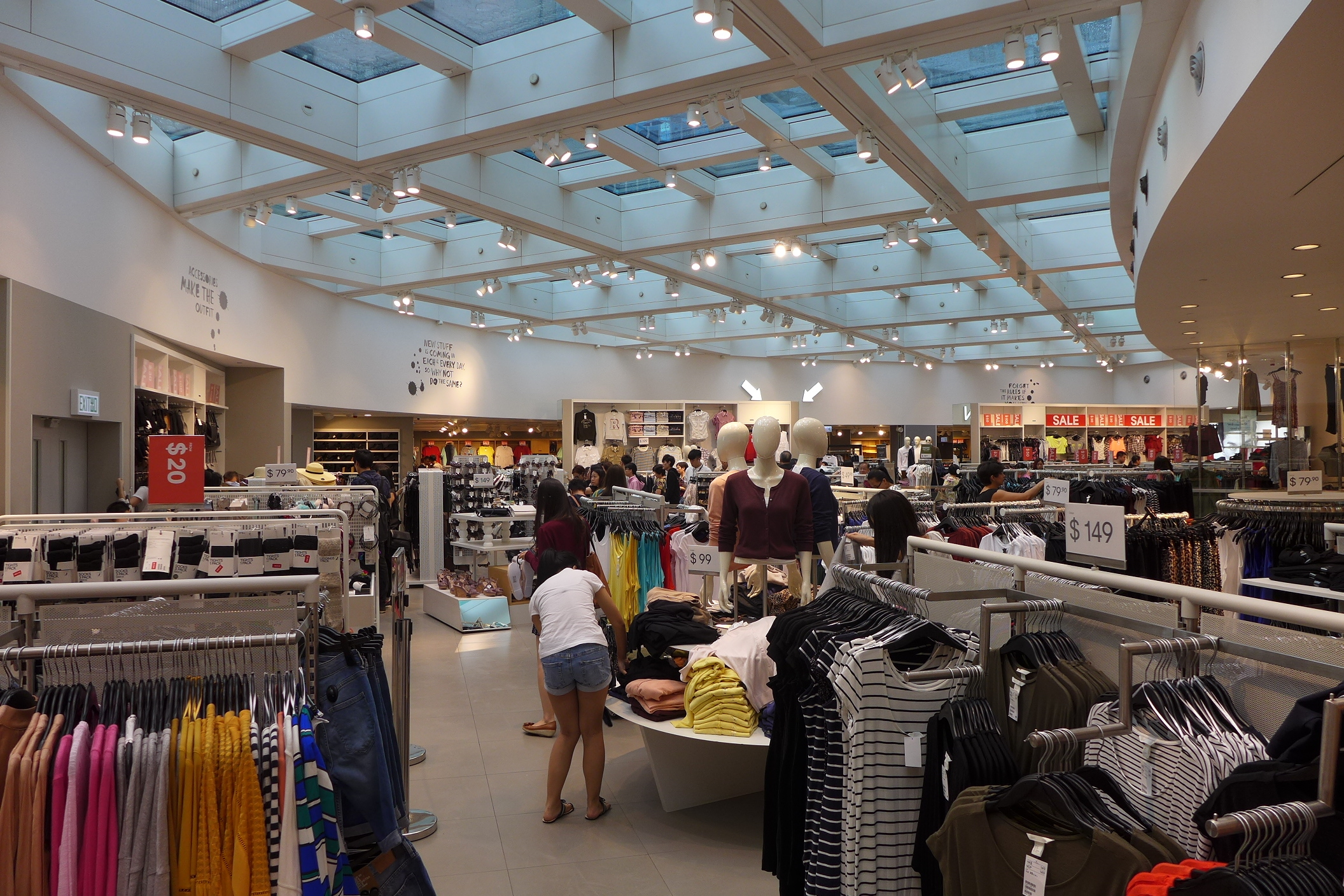
Interior d'una botiga H&M a Hong Kong

La moda presta o moda ràpida (anglès: fast fashion) és un terme contemporani utilitzat per cadenes de moda per a referir-se a dissenys que surten ràpidament de les passarel·les per a capturar tendències de moda actuals. Una segona definició, crítica, afegeix que la moda ràpida no sols fa que es passi ràpidament de la passarel·la a la botiga i d'aquí a la compra, sinó també a les escombraries.
Seguint aquesta definició, es fa referència al model de negoci desenvolupat a partir de la dècada de 1980 per empreses que buscaven augmentar el nombre de col·leccions de moda cada any per a satisfer la demanda del consumidor. Les col·leccions de roba de moda presta solen estar basades en les tendències de moda més recents presentades durant la Setmana de la moda tant a la primavera com a la tardor de cada any. Les marques de moda presta no creen necessàriament peces per a què durin un llarg període, tenint en compte que més d'un 60% del teixit que s'utilitza és sintètic. Aquestes fibres sintètiques acaben en abocadors i, per exemple, un 85% d'aquests residus tèxtils als Estats Units no poden descompondre's.
Segons l'informe "Fixing Fashion" del Comitè d'Auditoria Mediambiental ("Environmental Audit Committee's"), la moda ràpida "comporta un augment del nombre de noves col·leccions de moda cada any, canvis ràpids i generalment preus més baixos. Reaccionar ràpidament per oferir nous productes que cobreixin la demanda del consumidor és crucial per a aquest model de negoci".

### Crítiques i controvèrsies
La majoria de la roba feta per marques de moda ràpida són fabricades en països amb poques o nul·les lleis laborals. Les empreses asseguren pagar el salari mínim. La indústria manufacturera empra aproximadament a 75 milions de persones a tot el món. Encara que en la seva majoria són dones d'entre 18 i 24 anys, aquesta indústria ha protagonitzat múltiples escàndols per ocupar a infants. També s'hi han afegit controvèrsies sobre les llargues jornades de treball i males condicions laborals.
El model de negoci de la moda ràpida es basa en el desig dels consumidors de portar sempre roba nova. Per a satisfer aquesta demanda, les empreses del sector ofereixen una àmplia gamma de roba, que reflecteix les últimes tendències, a preus assequibles. Aquest procés porta als consumidors a comprar cada vegada més articles, fins al fenomen del consumisme. L'obsolescència planificada, és a dir, la tendència a fer que les modes durin poc per a crear contínuament noves col·leccions, té un paper clau en el consum excessiu. Segons un estudi de The Economist, la indústria de la moda està profundament compromesa amb aquest fenomen: les faldilles de l'any passat, per exemple, estan dissenyades per a ser reemplaçades pels nous dissenys d'enguany. Tanmateix, en contrast amb el consum excessiu modern, la moda presta té les seves arrels en l'austeritat de la Segona Guerra Mundial, on l'alt disseny es va fusionar amb materials més comuns.
Quant a la qüestió del medi ambient, el 2018 la indústria de la moda va ser responsable del 4% de les emissions globals de gasos d'efecte hivernacle. La falta d'una solució permanent a la sobreproducció, la manca de reciclatge, el consum d'aigua o les emissions de CO₂ està afectant països del món de la mateixa manera però a diferent escala. Així, per exemple, a Mèxic només el 5% de la roba és reciclada, al Canadà s'estima que el 85% de les peces podria reciclar-se, però acaben en abocadors i a Alemanya, tot i que existeix una política que exigeix que el 75% dels tèxtils ha de recollir-se i reciclar-se, succeeix que la roba rebutjada acaba en països tercers que no reciclen ni prop d'aquests alts percentatges.